# コンスタンチン・コロチェーエフ
コンスタンチン・アポロノヴィチ・コロチェーエフ（ロシア語: Константин Аполлонович Коротеев、1901年2月11日 - 1953年1月4日）は、ソ連の軍人。大将。ソ連邦英雄。

## 経歴
ハリコフ県ボゴドゥホフスキー郡シチェグロフカ村出身。1916年、ロシア帝国軍に召集。
1918年、赤軍に入隊。ロシア内戦に従軍し、中隊長を務めた。戦後、連隊参謀長、連隊長、師団参謀長を歴任。1926年、「ヴィストレル」課程を修了。1938年、全連邦共産党（ボリシェヴィキ）に入党。ソ・フィン戦争時、狙撃師団を指揮。1940年3月から、狙撃軍団長、レニングラード軍管区歩兵監察官。
独ソ戦時、1941年10月から第12軍司令官。1942年4月から南部戦線副司令官。1942年～1943年、第9軍、第18軍、第57軍の司令官、1943年7月から第52軍司令官。
戦後、軍を指揮し、1947年、参謀本部軍事アカデミー附属高等学術課程を修了。1947年7月～1951年3月、ザバイカル軍管区司令官。1950年からソ連最高会議代議員。

## パーソナル
ソ連邦英雄（1945年4月6日）。